# Eduardo Lorenzo Martínez Arcila
Eduardo Lorenzo Martínez Arcila (6 de mayo de 1974) es un político mexicano, miembro del Partido Acción Nacional. Fue presidente de la Gran Comisión del Congreso del Estado de Quintana Roo en la XV Legislatura, siendo al primer líder del Poder Legislativo del estado de un partido distinto a Partido Revolucionario Institucional.
Encabeza la XV Legislatura integrada por 25 diputados cuya mayoría se concretó gracias a la alianza PAN-PRD en las elecciones de julio de 2016, alianza a la que se sumaron otros legisladores.
Durante la XV Legislatura los diputados han aprobado diversas reformas para desmantelar lo que se han denominado como "Paquete de Impunidad" las cuales fueron una serie de reformas que había avalado la XIV Legislatura para proteger a la administración estatal saliente a cargo del exgobernador Roberto Borge Angulo, quien actualmente se encuentra preso acusado de diversos delitos relacionados con malversación de recursos, abuso de poder, mal ejercicio de la función pública, lavado de dinero, peculado, entre otros delitos. 
Con el aval de la mayoría de los diputados se han aprobado diversas reformas estatales como la Ley de Movlidad, la Ley de Asentamientos Humanos, la Ley de Participación Ciudadana, y se han concretado reformas en materia electoral de entre las que destaca la disminución de recursos públicos en casi 30 por ciento para los partidos políticos en Quintana Roo. 
En la XV Legislatura se ha transformado el trabajo en el Poder Legislativo y bajo el lema "El Congreso de Todos" actualmente se realizan visitas guiadas a las instalaciones del Congreso en la Ciudad de Chetumal en donde se exhibe un mural pintado por el artista Elio Carmichael. También se transformó el trabajo en el Poder Legislativo y por ley (reforma la Ley Orgánica del Congreso) todas las sesiones, ya sean en el Salón de Plenos o las reuniones de comisiones (cuenta con 26) se hacen abiertas a todo público y se transmiten en vivo. Una de las quejas más recurrentes en Legislaturas anteriores era que las sesiones siempre fueron cerradas, secretas o, incluso, se llegó a sesionar fuera de las instalaciones del Congreso (como en hoteles de la zona hotelera de Cancún, municipio de Benito Juárez) o que las reformas no se conocían hasta que eran publicadas en el Periódico Oficial del Estado.